# 葉宗祺

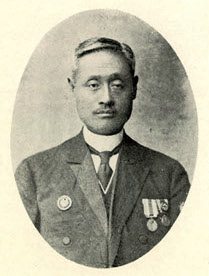
葉宗祺

葉宗祺（1870年—1930年10月12日），臺灣高雄旗後（今高雄市旗津區）人，原籍中國福建泉州府同安縣（今廈門），人稱「泰記二舍」，1886年來臺，經營新泰記商行。是打狗地區首間由臺籍人士創辦的信用組合——高砂信用組合（今高雄第二信用合作社）的創辦人，曾擔任打狗街庄長、打狗區長、高雄街協議員（第一到三屆）、高雄街助役、高雄市協議員（第一到三屆）。

## 生平
葉家累世經商，到其父葉清瑄一代時於廈門經營「廈門泰記」。葉宗祺於光緒十二年（1886年）來臺，於打狗經營新泰記商行，從事糖米與菸草的買賣。光緒十六年（1890年）時曾擔任英商和記洋行的買辦。
進入臺灣日治時期後，葉宗祺於明治三十六年（1903年）擔任三井物產會社打狗出張所買辦，三年後（1906年）的2月12日開始擔任打狗區街庄長，明治四十三年（1910年）2月1日改制後續任打狗區長到大正九年（1920年）9月30日。在這段期間，葉宗祺於明治四十二年（1909年）獲授佩紳章，並在大正三年（1914年）1月26日創立高砂信用組合，並擔任首任組合長，於大正九年（1920年）1月28日卸任。
五州二廳制實施後，葉宗祺於大正九年（1920年）10月1日擔任高雄街助役及高雄街協議員，兩職均於大正十三年（1924年）12月24日卸任。高雄街升格為高雄市後（1924年12月25日），葉宗祺即擔任高雄市協議員直到他於昭和五年（1930年）10月12日去世為止。